# Marcel Pemmer
Marcel Pemmer (* 7. April 2003) ist ein österreichischer Fußballspieler.

## Karriere
Pemmer begann seine Karriere beim SV Ratzersdorf. Im April 2010 wechselte er in die Jugend des SKN St. Pölten. Im März 2013 wechselte er zum SK Rapid Wien. Bereits im September 2013 kehrte er wieder nach St. Pölten zurück. Im Jänner 2017 wechselte er in die AKA St. Pölten. Im Jänner 2020 kehrte er wieder zum SKN zurück. Dort debütierte er im Oktober 2020 für die Amateure in der Landesliga. Bis zum COVID-bedingten Saisonabbruch kam er 2020/21 zu zwei Einsätzen für die Juniors.
Im Februar 2022 debütierte Pemmer bei seinem Kaderdebüt für die Profis in der 2. Liga, als er am 17. Spieltag der Saison 2021/22 gegen den FC Liefering in der 66. Minute für Kévin Monzialo eingewechselt wurde. Insgesamt kam er zu 13 Zweitligaeinsätzen für den SKN.
Zur Saison 2023/24 wechselte Pemmer zum Regionalligisten Kremser SC.